# Litomyšlské Předměstí
Litomyšlské Předměstí (německy Leitomischler Vorstadt) je část města Vysoké Mýto v okrese Ústí nad Orlicí. Nachází se na jihovýchodě Vysokého Mýta. Prochází zde silnice I/35. V roce 2009 zde bylo evidováno 872 adres. V roce 2001 zde trvale žilo 6502 obyvatel. Litomyšlské Předměstí leží v katastrálním území Vysoké Mýto o výměře 27,55 km2. K části Litomyšlské Předměstí náleží i osada Voštice, kde se nachází též letiště Vysoké Mýto.